# Kartal (település)
Kartal nagyközség Pest vármegyében, az Aszódi járásban.

## Fekvése
A megye északkeleti határán fekszik, Budapesttől mintegy 40 kilométerre északkeletre. Két magyar nagytáj, az Alföld és az Északi-középhegység határa mentén helyezkedik el.
A közvetlenül határos települések: észak felől Verseg, kelet felől Kerekharaszt, délkelet felől Galgahévíz, dél felől Hévízgyörk, délnyugat felől Aszód, északnyugat felől pedig Kálló.

### Megközelítése
Csak közúton érhető el, Aszód vagy Verseg érintésével a 2109-es úton.

## Története
Már az újkőkorban lakott terület volt, a környékbeli ásatások és a Kiskartalon talált temetkezési hely bizonysága szerint.
A község neve török eredetű nemzetségnévből (Cortul = sas) származik. A 10. században ugyanis a Kurszán-Kartal nemzetség központja volt a terület. A nemzetség őse Kurszán kündü, honfoglaló Árpád fejedelem társa volt. Ennek a nemzetségnek a neve őrződött meg.
Első ismert középkori okleveles említése 1263-ból való. V. István a Kartal nembéli Péter és Ferenc birtokait – Kartalt is – a Margit-szigeti apácáknak adta, a haszonélvezet azonban az eredeti tulajdonosok kezében maradt. Akkoriban Kurthol néven említik a falut. Később újra az ősi Kartal nemzetség, illetve az abból származó Sülyi Etele család birtokába kerül.
A 13. században a tatárok feldúlták a falut, de lakosai visszatelepültek. A tatár harcok nyomait az ún. Csörsz-árok őrzi, melyet eredetileg a szarmaták építettek 324 és 337 között.
A község a török hódoltság első évtizedeiben lakott hely maradt, különböző török uraságok nem nagy jövedelmű tímár-birtoka. A tizenöt éves háború idején elnéptelenedett és puszta maradt egészen a 18. század végéig.
A 17. századból több magyar birtokosát ismerjük. A felszabadító háborút követő évtizedekben Koháry István (országbíró) birtoka, s az aszódi jobbágyok árendálták a határt.
Koháry Istvántól gróf Grassalkovich Antal vette meg, akinek fia 1784-től Pest, Heves és Nógrád vármegyei települések magyar és római katolikus lakóival újratelepítette a széles határú pusztát. Surány, Sőreg, Keszeg, Gombos, Karácsond falvakból történt az újratelepítés; e helynevek mai családnevekben élnek tovább: Sőregi, Karácsondi stb.
Grassalkovich „ideje alatt” magtárak, gazdasági épületek, vendégfogadó, tiszti lakások és kunyhók épültek. Folytatódtak az erdőirtások, bőségesen lett a föld. A földesúr vezetésével, mérnökileg házhelyeket mértek ki. Széles egyenes utcák keletkeztek, a főutcán a házak előtt, később akáccal ékesített parkok keletkeztek. A főút menti parkokban napjainkban jobbára gyümölcsfák díszlenek, de az egyenes utak, tágas terek megmaradtak.
A gróf külön gondot fordított és „10-10 forintot ad(ott) azért, hogy az építkezők a csinosságra is adjanak, és vályogból építkezzenek”, a korábbi földbe vájt, kunyhószerű nyomorúságos kalyibák helyett.
A 19. század első felére már három majorság – Emse, Nagymajor, Felsőmajor – épült ki.
Az 1848–49-es forradalom és szabadságharc idején a község a császári seregeket szolgálta. Rákospalotára lisztet, zabot, szénát szállítottak.
Ekkoriban a birtok tulajdonosa Sina György, a forradalom elől menekülő főúr volt. Amikor ide is elért a forradalom, fia, Sina Simon egy belga banknak adta el a birtokot. Innen báró Schossberger Henrik vásárolta meg, egy része pedig br. Hatvany-Deutsch Sándor és József tulajdonába jutott. A Schossbergerek jelentős mezőgazdasági nagyüzemet létesítettek. A jobb teherszállítás érdekében keskeny nyomtávú vasútvonallal kötötték össze gazdaságuk központját az aszódi vasútállomással.
1911-ben a falu két nagybirtokosa br. Hatvany-Deutsch Sándor és József (459 kh) és br. Schossberger Lajos (2206 kh) volt.
Befolyással volt a település fejlődésére br. Podmaniczky Géza is, aki az akkori kiskartali birtokán – 1949-ben csatolták Kartalhoz – 1884-ben csillagvizsgálót létesített Konkoly Thege Miklós tervei alapján. Itt Nap-Hold megfigyeléseket, Jupiter- és Szaturnuszvizsgálatokat folytattak. Ugyanitt 1890-ben 35 000 kötetes könyvtárat létesített. A kiskartali csillagda munkájáról dolgozatok jelentek meg Wonaszek Antal és Kövesligethy Radó tollából.
A lakosság a 19. században gyorsan gyarapodott:
- 1856-ban 1113 lakos
- 1876-ban 1319 lakos
- 1895-ben 1600 lakos
A lakóházak száma 1890-ben 186, 1900-ra már 229, ezek többsége sár-vályog falú, szalma, zsup-nád fedelű volt.
A települést szegélyező nagybirtokok mellett viszonylag kevés föld jutott a parasztgazdáknak (1897-ben a földterület 35%-a volt a 155 gazdaság tulajdonában), így a gyarapodó lakosság földigényét a porták kettéosztásával sem lehetett kielégíteni. Sokan emiatt elhagyni kényszerültek a falut, s Hatvanba, Gödöllőre, Mogyoródra költöztek. Ez igazolja azt az 1895-ös adatot, miszerint a lakosság 88%-a mezőgazdaságból élt.
Sokan az uradalmakban cselédként vagy mezőgazdasági munkásként, mások a helybeli munkalehetőségekből kiszorulva, az első világháborútól Budapestre ingázva keresték meg a mindennapit.
Akkoriban nagy volt a szegénység Kartalon, így aztán nem véletlen, hogy az 1918/19-es forradalmak idején a magyar Tanácsköztársaság megalakulásának előestéjén az országban elsőként éppen a nagy-kartali uradalmat szocializálták a Galga mente proletárjai.
1920-tól megszűnt az elköltözés, mert házhelyeket parcelláztak, 361 kh-t. Ez volt az ún. „kis földreform” (majd 1930-tól 1969-ig öt alkalommal további parcellázás folyt).
Az I. világháború után, az alapvetően mezőgazdasággal foglalkozó faluban jelentős volt a munkanélküliség, a legrosszabb helyzetben a törpebirtokosok és a földnélküli napszámosok voltak. Mindezek ellenére 1925 és 1930 között a természetes szaporulat átlagosan évi 47,4%(!) volt.
Ez maga után vonta egy új iskola létesítését, amelynek átadása 1929-ben meg is történt. Ugyanebben az évben döntöttek a villany bevezetéséről.
1927-ben autóbuszjárat indul az Aszód-Kartal-Szirák vonalon. Később ez látta el a postajáratot is. Ekkortájt csatlakozik a község a körorvosi szolgálathoz, melynek székhelye Verseg.
Ekkor működött intézmények:
- Csendőrség
- Katonai elemi iskola
- Kötelezett tűzoltóság
- Leventeegylet
- Hangya szövetkezet
- Postaügynökség

Beindult a településszépítő munka is, platánfákat ültettek, parkosítottak.
A második világháború pontot tett a fejlődés végére, sok katona és polgári személy vesztette életét, jelentős anyagi kár keletkezett. Lakóházak, a templom, villamosvezeték mind súlyos károkat szenvedtek. A háború után jelentősen átalakult Kartal. A Schossberger-uradalom helyén a Gödöllői Agrártudományi Egyetem Tangazdaságát építették ki. Természetesen sokan a helyben megalakult termelőszövetkezetben találták meg a megélhetésüket, amely az idők folyamán előbb Verseggel, majd Baggal és Hévízgyörkkel egyesülve, igazi mezőgazdasági nagyüzemmé alakult, ahol a hagyományos földművelés és állattenyésztés mellett ipari melléküzemágakat is működtettek (halfeldolgozás). Még többen, a most már rendszeres autóbusz és vasútközlekedéssel (Aszódról) a környékbeli nagyobb településeken és főleg Budapesten napi és heti ingázóként dolgoztak.
1964-ben már működött a Művelődési ház, öltözőkkel a Sporttelep, körzeti orvosi rendelő, gyógyszertár, védőnői és szülésznői szolgálat, heti piac, helyközi buszjáratok.
A község infrastrukturális szempontból is fejlődésnek indult, s a kedvező feltételek 1960 és 1964 között 10,3%-os népességnövekedést eredményeztek, melyben már nagy szerepe volt a bevándorlásnak is.
Az 1970-es évekre befejeződött a lakások villamosítása, javult a víz-szennyvíz ellátottsági helyzet. A 70-es, 80-as években is jellemző maradt a magas gyermekszületési arány okozta népességszaporodás, illetve a dinamikus fejlődés. Folyamatosan javult a közművesítés aránya, kiépült a vízvezeték gerinchálózata is.

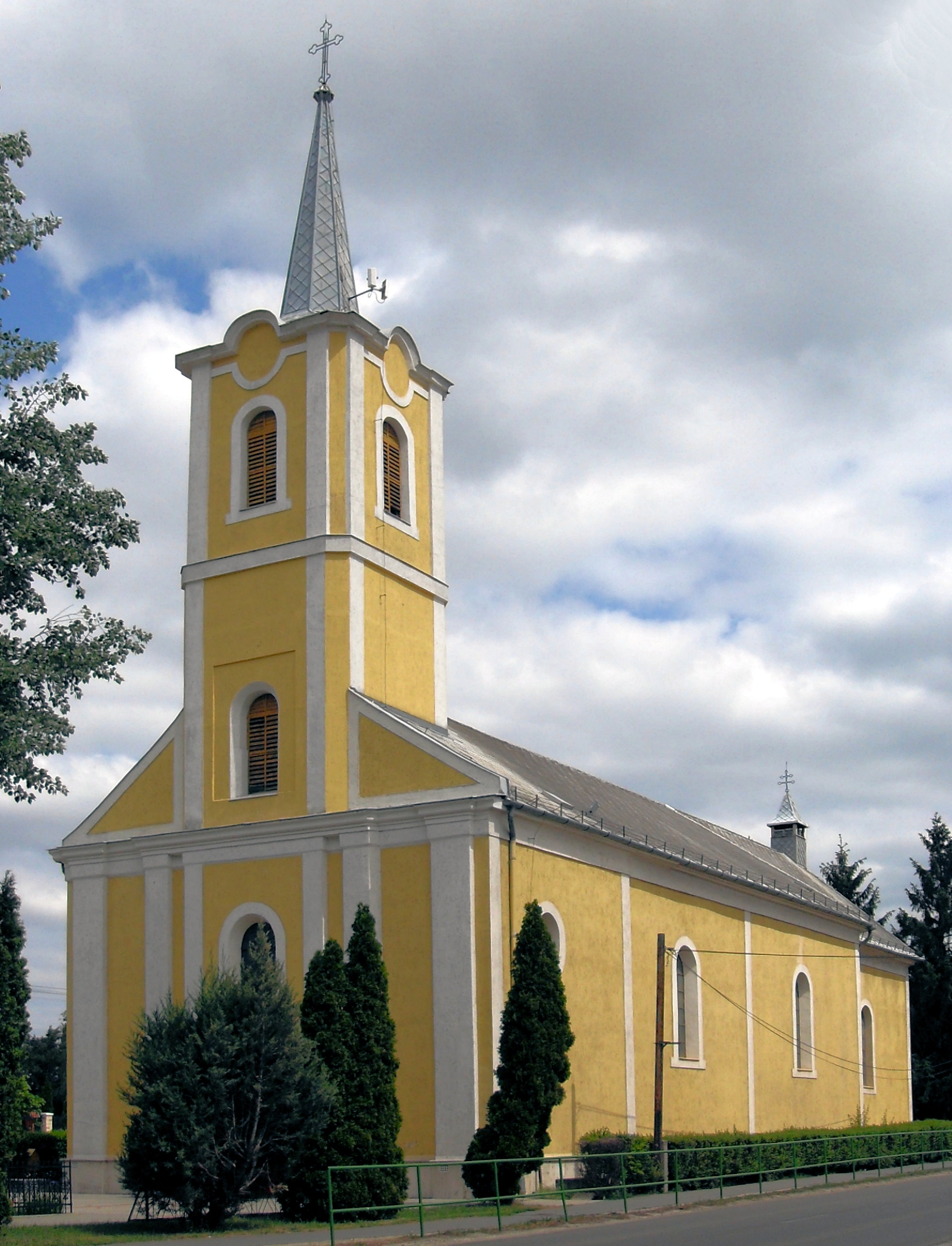
Szent Erzsébet-templom

1980 és 1990 között elterjedt a központi fűtés (a lakások 40%-ában) és tovább javultak a komfortellátottsági arányok. A fejlődést magyarázza az az 1990-es adat is, miszerint a két vagy több aktív keresővel rendelkező háztartások aránya Kartalon 46,7% (a Pest megyei átlag ekkor 39,6% volt).

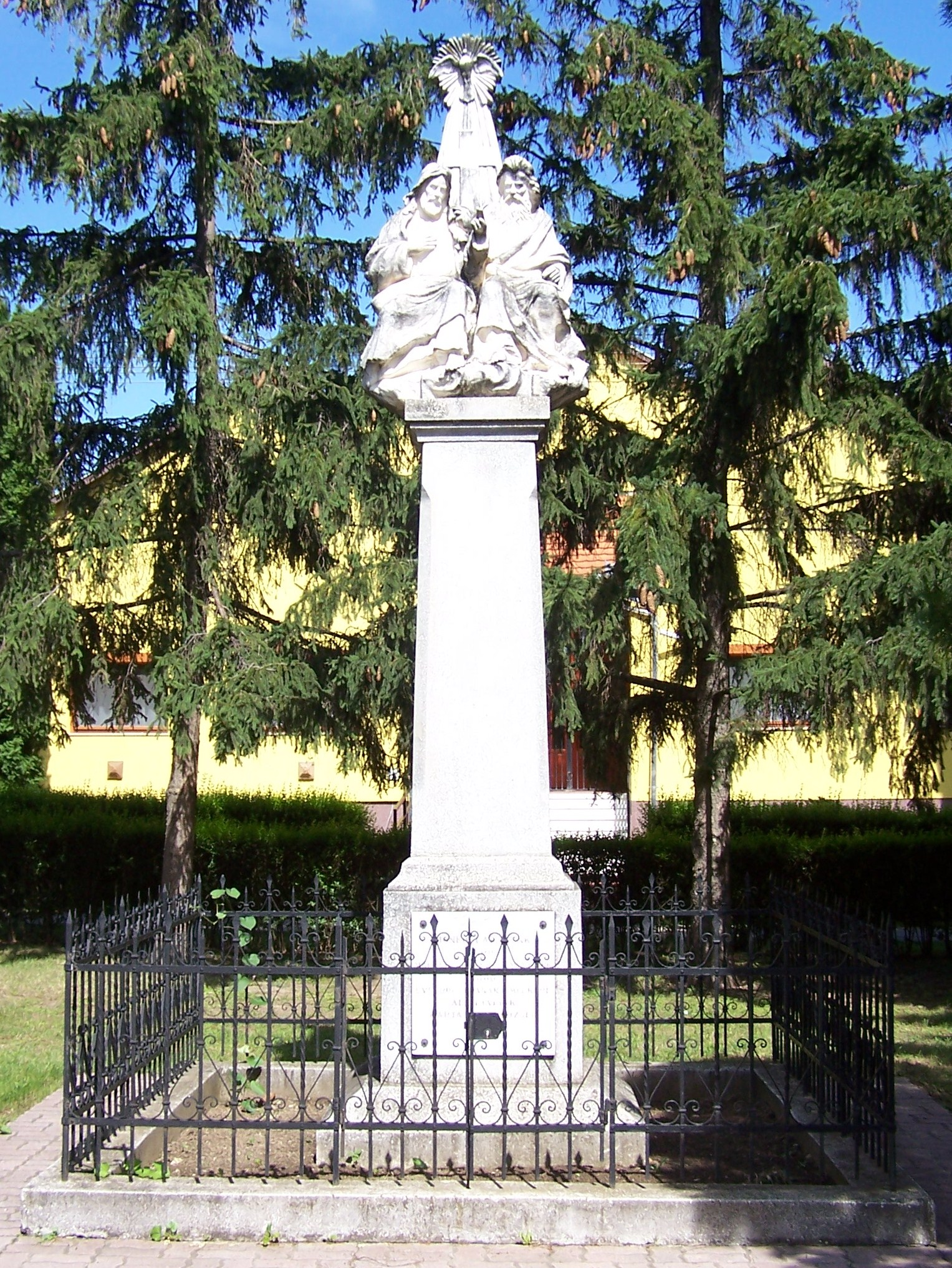
Szentháromság-szobor

A rendszerváltás után is folytatódik a fejlődés: a község teljes hosszában, a főútvonal mellett, illetve a szomszédos Aszódig kerékpárutat építettek. Minden belterületi út aszfaltburkolatot kapott. A térség földgázprogramjába Kartal is bekapcsolódott. Modernizálták a telefonhálózatot (korábban központos) és ezzel együtt majdnem minden lakásba be is kötötték a telefonvonalat. A település központi részén elhelyezkedő egykori tó helyére üzletsor épült, Tó üzletház néven 1994-ben. Renoválták a középületeket: ravatalozó, községháza, óvodák, iskola, könyvtár, művelődési ház. A buszmegállók száma 12-re bővül. Az új évezred első évtizedében több szobrot és emlékművet is állítottak a községben.

## Közélete

#### Polgármesterei
- 1991–1994: Urbán Imre (FKgP)[4]
- 1994–1996: Urbán Imre (független)[5]
- 1997–1998: Klúber László (független)
- 1998–2002: Klúber László (független)[6]
- 2002–2006: Kovács László (független)[7]
- 2006–2008: Kovács László (MSZP)[8]
- 2008–2010: Tóth Ilkó Mihály (független)[9]
- 2010–2014: Tóth-Ilkó Mihály (független)[10]
- 2014–2016: Némethné dr. Keresztes Katalin (független)[11]
- 2016–2019: Oláh Klára Mária (független)[12]
- 2019–2024: Oláh Klára Mária (független)[13]
- 2024– : Oláh Klára Mária (független)[1]

A településen a rendszerváltás óta már három ízben kellett időközi polgármester-választást tartani. Először, 1997 elején azért, mert Urbán Imre 1996. október 3-án lemondott posztjáról; helyére a lakosok azt a Klúber Lászlót választották, aki az előző két évben alpolgármesterként szolgálta a községet. A 2002-ben függetlenként kezdő, 2006-ban már szocialista színekben újraválasztott Kovács László szintén nem tudott kitölteni két teljes ciklust, 2008 őszén elhunyt; emiatt 2008. december 14-én újabb időközi választást kellett tartani, amelyen Tóth Ilkó Mihály nyerte el a lakosok bizalmát (meggyőző fölényű, 6 jelölt közül közel 63 %-os eredménnyel). A 2014-ben megválasztott Némethné dr. Keresztes Katalin pedig egy fél ciklust sem töltött ki polgármesterként: tisztségét mindössze 2016 június közepéig viselte, amikor lemondott; ezután szintén időközi választásra került sor, 2016. október 3-án.

### Katolikus egyházközség

#### Plébánosok
- Petróczy László (1868-1880)
- Tóth Endre (1881-1883)
- Munka István (1883-1886)
- Kossitczky Lajos (1886-1888)
- Nagy Zakar (1888-1894)
- Kerekes Jákó (1894-1911)
- Bodonyi János (1911-1917)
- Szedlacsek Mihály (1917-1918)
- Csomor Sándor (1918-1951)
- Muszély Viktor (1951-1954)
- dr. Batta Gyula (1954-1969)
- Ormai Imre (1969-1985)
- Molnár Béla (1985-1986)
- Lukács József (1986-2012)
- Gyurkovics István (2012)
- Tamási József (2012-2020)
- Palya János (2020-2022)
- Nagy Richárd (2022)
- Görbe József (2022-)

#### Káplánok, kisegítők
- Szilvásy Sándor (1941)
- Kárpáti Károly (1942)
- Valentin Tibor (1954)
- Szikora Ferenc (1954-1956)
- Fülöp Dezső (1956-1957)
- Bisztrai László (1957-1958)
- Szálteleki János (1958-1959)
- Palotás Tibor (1959-1960)
- Tatár János (1960-1961)
- Zavetz József (1961-1964)
- Pekker Imre (1964)
- Spáczay Zoltán (1964-1965)
- Mádi György (1965-1968)
- Sajtos József (1968-1969)
- Kovács Gábor (1969-1972)
- Lukács József (1972-1974)
- Kiss László (1974-1975)
- Tóth József (1976-1977, 1980)
- Szentirmay Endre (1977-1979)
- Dr Dancsák Sándor (1978-1979)
- Varga István (1981-1982)
- Szakács István (1982-1983)
- Varga László (1983-1985)
- Zsadányi József (1985-1986)
- Bucsánszki Gábor (1987)
- Árki István (1989-1991)
- Nagy Nándor (1996)
- Balogh Zoltán (2002-2003)
- Kiss Dávid (2020-2022)

## Népesség
A település népességének változása:
| Lakosok száma | 5617 | 5622 | 5650 | 5823 | 5869 | 5984 | 5981 |
|               | 2013 | 2014 | 2018 | 2021 | 2022 | 2023 | 2024 |

A 2011-es népszámlálás során a lakosok 88,8%-a magyarnak, 0,4% cigánynak, 0,2% németnek, 0,2% románnak mondta magát (11,2% nem nyilatkozott; a kettős identitások miatt a végösszeg nagyobb lehet 100%-nál). A vallási megoszlás a következő volt: római katolikus 66,4%, református 3,2%, evangélikus 2,6%, görögkatolikus 0,2%, felekezeten kívüli 5,4% (20,3% nem nyilatkozott).
Kartal utolsó becsült népessége 5941 (2018), ami akkori Magyarország népességének 0.06%-a (Pest megyének 0.47%-a). Népsűrűsége 204 fő/km². Lakások száma 1911, népességet figyelembe véve, ez 3.1 fő per lakás. Ha a népesség azonos ütemben változna, mint a 2017–2018-as időszakban (-0.32%/év), 2019-ben Kartal lakossága 5922 lenne.
2022-ben a lakosság 93,5%-a vallotta magát magyarnak, 0,8% cigánynak, 0,4% németnek, 0,2% románnak, 0,1-0,1% örménynek, bolgárnak és szlováknak, 3,2% egyéb, nem hazai nemzetiségűnek (6,3% nem nyilatkozott; a kettős identitások miatt a végösszeg nagyobb lehet 100%-nál). Vallásuk szerint 48,7% volt római katolikus, 3,3% református, 3,3% evangélikus, 0,6% görög katolikus, 0,1% izraelita, 1,3% egyéb keresztény, 1,1% egyéb katolikus, 8,8% felekezeten kívüli (32,7% nem válaszolt).

## Látnivalók
- A római katolikus templomot az egyházközség első plébánosa, Petróczy László kezdeményezésére a falusiak pénzadományából építették 1865-ben, korai eklektikus stílusban.
- A 2007-ben épült sportcsarnokot 2012. május 26-án Kovács László, néhai itteni polgármester, volt válogatott kézilabdázóról nevezték el.[19]
- Petőfi Sándor szobrát az egykori tó helyén épült üzletház terén, a polgármesteri hivatallal szemközt helyezték el (Pálfy Gusztáv aszódi szobrának másolata).
- Kiskartalban áll a Podmaniczky-kastély, báró Podmaniczky Géza és felesége, gróf Degenfeld-Schonburg Berta egykori állandó lakása. Podmaniczkyék gazdag könyvtárat gyűjtöttek össze és a kor színvonalán álló csillagvizsgálót is működtettek. Az épület magántulajdon, nem látogatható.
- A katolikus plébánia előtt áll a község egyetlen műemléke, a késő barokk stílusú Szentháromság-szobor.

## Híres emberek
Itt született 1791. augusztus 15-én Petrovics István, Petőfi Sándor édesapja.